# Медемблик
Медемблик (нидерл. Medemblik) — город и община в нидерландской провинции Северная Голландия. Расположена к северу от Амстердама. Площадь общины — 270,61 км², из них 135,35 км² составляет суша. Население по данным на 1 января 2021 года — 45 178 человек. Средняя плотность населения — 166,9 чел/км².
Город известен среди любителей парусного спорта в связи в происходящими в нём событиями в этой области. Кроме того, имеется весьма живописный внутренний город с застройкой XVII и XVIII вв., две большие церкви, старый приют для сирот, ратуша и, конечно же, замок Радбаут, расположенный на границе внутреннего города.

## Галерея

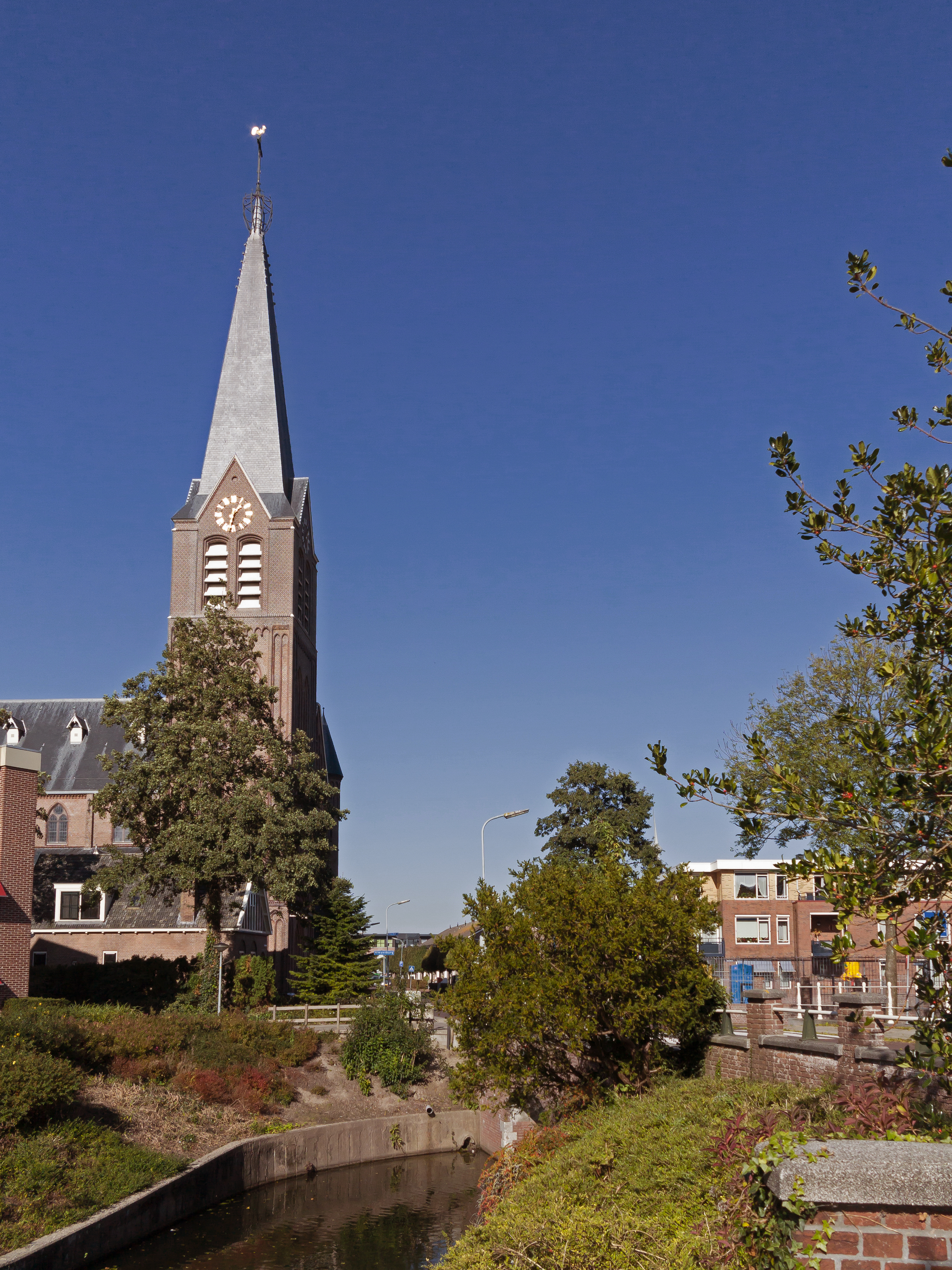
Церковь в Медемблике
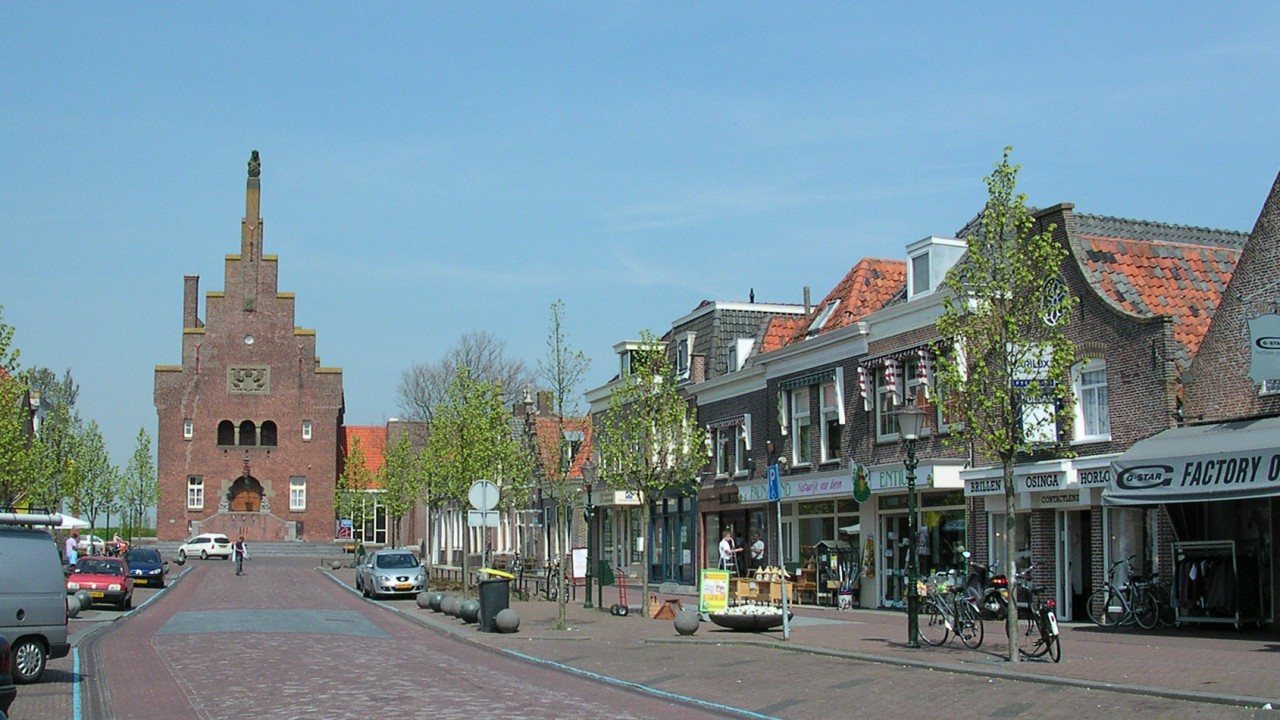
Центр города
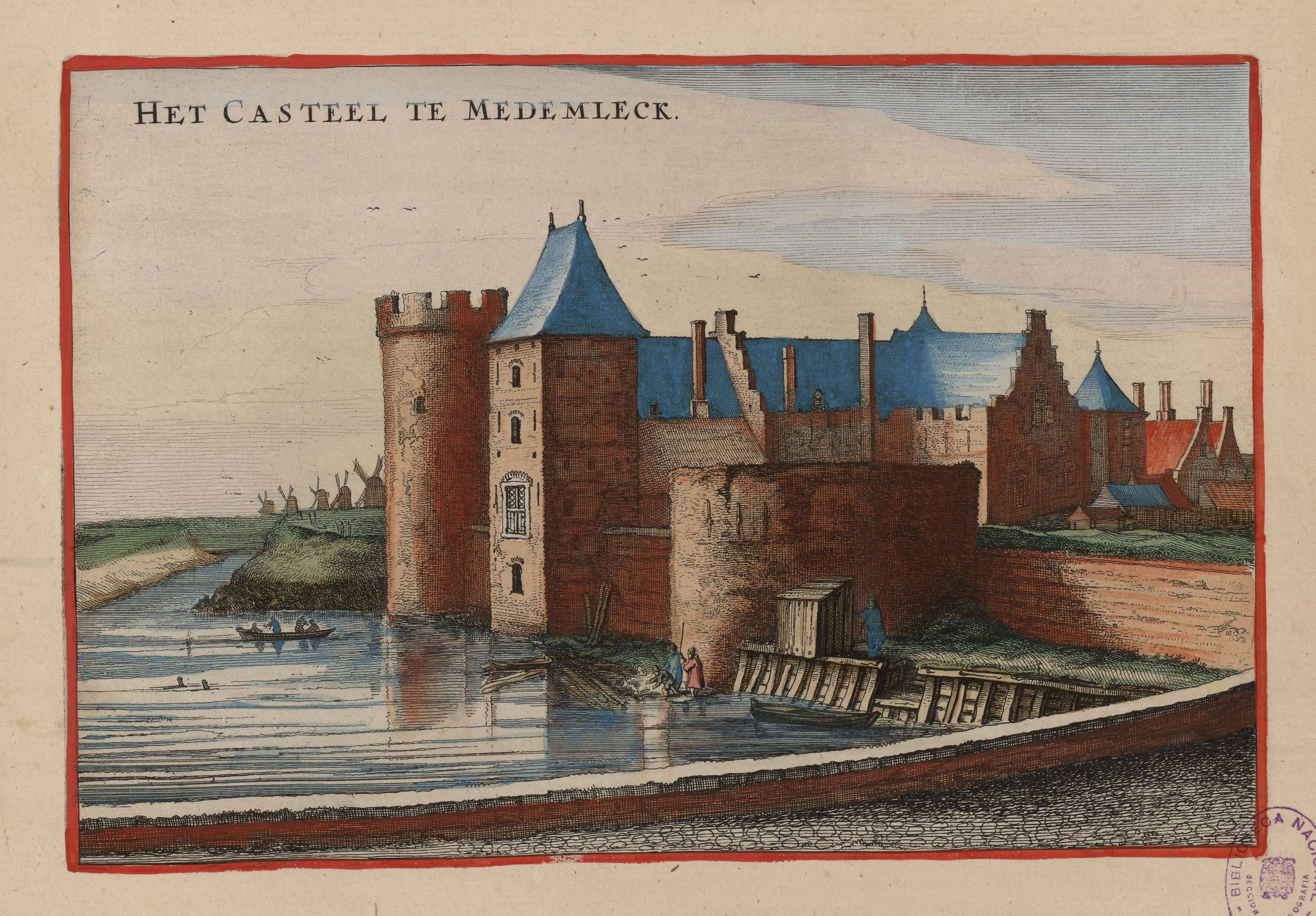
Медембликский замок на картине Яна Виллема Блау